# 鳩見すた
鳩見 すた（はとみ すた、1975年 - ）は、日本の小説家、ライトノベル作家。

## 経歴・人物
2014年、鳩島すた名義で投稿した「陸なき惑星のパラスアテナ〜二少女漂流記〜」が第21回電撃小説大賞で大賞（大賞が第一席）を受賞し、翌年同作を改題・改稿した『ひとつ海のパラスアテナ』で作家デビューした。その際ペンネームを現在のものに改めた。デビュー時には神奈川県に在住していた。

## 作品リスト

### 単行本
- 『ひとつ海のパラスアテナ』（電撃文庫、2015年2月）
- 『ひとつ海のパラスアテナ 2』（電撃文庫、2015年4月）
- 『ひとつ海のパラスアテナ 3』（電撃文庫、2015年8月）
- 『この大陸で、フィジカは悪い薬師だった』（電撃文庫、2016年4月）
- 『この大陸で、フィジカは悪い薬師だった 続』（電撃文庫、2016年9月）
- 『占い師琴葉野彩華は占わない』（KADOKAWA、2017年2月）
- 『アリクイのいんぼう 家守とミルクセーキと三文じゃない判』（メディアワークス文庫、2017年8月）
- 『アリクイのいんぼう 運命の人と秋季限定フルーツパフェと割印』（メディアワークス文庫、2017年12月）
- 『地球最後のゾンビ-NIGHT WITH THE LIVING DEAD-』（電撃文庫、2018年6月）
- 『アリクイのいんぼう 魔女と魔法のモカロールと消しハン』（メディアワークス文庫、2018年8月）
- 『なるほどフォカッチャ ハリネズミと謎解きたがりなパン屋さん』（メディアワークス文庫、2019年1月）
- 『ときめきフォカッチャ ハリネズミと謎解きたがりなパン屋さん』（メディアワークス文庫、2019年5月）
- 『アリクイのいんぼう 愛する人とチーズケーキとはんこう』（メディアワークス文庫、2019年9月）
- 『秘密結社ペンギン同盟　あるいはホテルコペンの幸福な朝食』（メディアワークス文庫、2020年5月）
- 『こぐまねこ軒 自分を人間だと思っているレッサーパンダの料理店』（マイナビ出版ファン文庫、2020年8月）
- 『秘密結社ペンギン同盟 あるいは南国ホテルの幸福な朝食』（メディアワークス文庫、2020年12月）
- 『こぐまねこ軒 自分を人間だと思っているレッサーパンダの料理店 おかわり』（マイナビ出版ファン文庫、2021年5月）
- 『水の後宮』（メディアワークス文庫、2021年9月）
- 『江ノ島は猫の島である』（マイナビ出版ファン文庫、2022年2月）
- 『水の後宮 2』（メディアワークス文庫、2022年5月）
- 『江ノ島は猫の島である〜猫を眺める青空カフェである〜』（マイナビ出版ファン文庫、2023年2月）

### アンソロジー収録作品
「」内が鳩見の作品
- 『美容室であった泣ける話』（マイナビ出版ファン文庫Tears、2021年3月）「頭パープル」
- 『動物園であった泣ける話』（マイナビ出版ファン文庫Tears、2021年4月）「ちいさなぼくとネコのあいだに、クマがはいってゆきました」
- 『東京駅・大阪駅であった泣ける話』（マイナビ出版ファン文庫Tears、2021年5月）「望京」
- 『同窓会であった泣ける話』（マイナビ出版ファン文庫Tears、2021年7月）「同窓会であった泣ける話」
- 『横浜・神戸であった泣ける話』（マイナビ出版ファン文庫Tears、2021年10月）「北新横浜北」
- 『書店にまつわる泣ける話』（マイナビ出版ファン文庫Tears、2021年11月）「月刊 たかしくんをつくる」
- 『犬の泣ける話』（マイナビ出版ファン文庫Tears、2022年1月）「ニューファンドランドアンドサンドランド」
- 『神社であった泣ける話』（マイナビ出版ファン文庫Tears、2022年3月）「神出ボーイミーツ鬼没ガール」
- 『相棒の泣ける話』（ファン文庫TearS、2022年5月）「〆っぽい話」
- 『スイーツの泣ける話』（ファン文庫TearS、2022年7月）「パウンドケーキが好きでサプライズが嫌い」